# Rio Paivô
O Paivô (ou Paivó) é um rio português afluente do Rio Paiva. É conhecido também como rio Covêlo. Nasce na Serra da Arada.

## Descrição e história
O rio nasce na Serra da Arada, seguindo depois um percurso montanhoso, com as margens a formarem escarpas e fragas. Desagua no Rio Paiva, do qual derivou o seu nome, a jusante da povoação de Paradinha. Passa nas imediações da localidade de Covelo de Paivô, motivo pelo qual o rio é também popularmente conhecido como Rio Covelo.
Tem pelo menos três afluentes: o Rio de Frades, que se encontra com o Paivô em Bouceguedim, a Ribeira de Regoufe, e um outro curso de água que atravessa o vale de Moldes, e que era conhecido originalmente por Rio de Moinhos. Um dos pontos de maior interesse ao longo do traçado do Rio Paivô é a praia fluvial de Ponte de Telhe, situada junto à aldeia com o mesmo nome.
Ao longo da sua história, foi atravessado por barqueiros, que operavam em certos pontos determinados do rio. Em 2010, tinha sido recentemente planeada a instalação de uma central hídrica de pequenas dimensões, mas este empreendimento foi cancelado devido à oposição das populações, de várias associações locais, e da autarquia.